# Virollet
Virollet là một xã trong tỉnh Charente-Maritime trong vùng Nouvelle-Aquitaine, tây nam nước Pháp. Xã Virollet nằm ở khu vực có độ cao từ 17-46 mét trên mực nước biển.